# Determinante de Slater
O determinante de Slater é uma técnica matemática da mecânica quântica que se usa para gerar funções de onda antissimétricas que descrevam os estados colectivos de vários fermiões e que cumpram o princípio de exclusão de Pauli.
Este tipo de determinantes foram nomeados em referência a John C. Slater, físico e químico teórico americano.

## Duas partículas
Para ilustrar o seu funcionamento pode-se considerar o caso mais simples: o de duas partículas. Se {\displaystyle {\boldsymbol {x}}_{1}} e {\displaystyle {\boldsymbol {x}}_{2}} são as coordenadas da partícula 1 e da partícula 2 respectivamente, pode-se gerar a função de ondas colectiva {\displaystyle \Psi } como produto das funções de onda individuais de cada partícula. Quer dizer:
{\displaystyle \Psi ({\boldsymbol {x}}_{1},{\boldsymbol {x}}_{2})=\chi _{1}({\boldsymbol {x}}_{1})\chi _{2}({\boldsymbol {x}}_{2}).}

Esta expressão é conhecida como o produto de Hartree. De facto, este tipo de função de ondas não é válido para a representação de estados colectivos de fermiões já que esta função de ondas não é antissimétrica ante um intercâmbio de partículas. A função deve satisfazer a seguinte condição
{\displaystyle \Psi ({\boldsymbol {x}}_{1},{\boldsymbol {x}}_{2})=-\Psi ({\boldsymbol {x}}_{2},{\boldsymbol {x}}_{1}).}

O produto de Hartree não satisfaz o princípio de Pauli. Este problema poderá ser resolvido se tivermos em conta a combinação linear de ambos os produtos de Hartree
{\displaystyle \Psi ({\boldsymbol {x}}_{1},{\boldsymbol {x}}_{2})={\frac {1}{\sqrt {2}}}\left[\chi _{1}({\boldsymbol {x}}_{1})\chi _{2}({\boldsymbol {x}}_{2})-\chi _{1}({\boldsymbol {x}}_{2})\chi _{2}({\boldsymbol {x}}_{1})\right],}
onde foi incluído o fator (1/√2) para que a função de ondas esteja normalizada convenientemente. Esta última equação pode ser reescrita como um determinante, da seguinte forma:
{\displaystyle \Psi ({\boldsymbol {x}}_{1},{\boldsymbol {x}}_{2})={\frac {1}{\sqrt {2}}}\left|{\begin{matrix}\chi _{1}({\boldsymbol {x}}_{1})&\chi _{1}({\boldsymbol {x}}_{2})\\\chi _{2}({\boldsymbol {x}}_{1})&\chi _{2}({\boldsymbol {x}}_{2})\end{matrix}}\right|,}

conhecido como determinante de Slater das funções {\displaystyle \chi _{1}} e {\displaystyle \chi _{2}}. As funções assim geradas têm a propriedade de anular-se si duas das funções de onda de uma partícula forem igual ou, o que é equivalente, dois dos fermiões estejam no mesmo estado quântico. Isto é equivalente a satisfazer o princípio de exclusão de Pauli.
</ref>

## Exemplo: Elementos da matriz em um problema de muitos elétrons[1]
Muitas propriedades do determinante de Slater ganham vida com um exemplo em um problema não relativístico de muitos elétrons.
- Os termos de uma partícula do hamiltoniano contribuirão da mesma maneira que para o produto de Hartree simples, ou seja, a energia é somada e os estados são independentes.
- Os termos de várias partículas do hamiltoniano introduzirão o termo de troca para o menor valor de energia para a função de onda antissimetrizada.

Partindo de um hamiltoniano molecular:
{\displaystyle {\hat {H}}_{\text{tot}}=\sum _{i}{\frac {\mathbf {p} _{i}^{2}}{2m}}+\sum _{I}{\frac {\mathbf {P} _{I}^{2}}{2M_{I}}}+\sum _{i}V_{\text{nucl}}(\mathbf {r_{i}} )+{\frac {1}{2}}\sum _{i\neq j}{\frac {e^{2}}{|\mathbf {r} _{i}-\mathbf {r} _{j}|}}+{\frac {1}{2}}\sum _{I\neq J}{\frac {Z_{I}Z_{J}e^{2}}{|\mathbf {R} _{I}-\mathbf {R} _{J}|}}}
onde {\displaystyle \mathbf {r} _{i}} são os elétrons e {\displaystyle \mathbf {R} _{I}} são os núcleos e
{\displaystyle V_{\text{nucl}}(\mathbf {r} )=-\sum _{I}{\frac {Z_{I}e^{2}}{|\mathbf {r} -\mathbf {R} _{I}|}}}
Para simplificar, congelamos os núcleos em equilíbrio em uma posição e permanecemos com um hamiltoniano simplificado
{\displaystyle {\hat {H}}_{e}=\sum _{i}^{N}{\hat {h}}(\mathbf {r} _{i})+{\frac {1}{2}}\sum _{i\neq j}^{N}{\frac {e^{2}}{r_{ij}}}}
onde
{\displaystyle {\hat {h}}(\mathbf {r} )={\frac {{\hat {\mathbf {p} }}^{2}}{2m}}+V_{\text{nucl}}(\mathbf {r} )}
e onde distinguiremos no hamiltoniano entre o primeiro conjunto de termos como {\displaystyle {\hat {G}}_{1}} (os termos da partícula "1")
e o último termo {\displaystyle {\hat {G}}_{2}} (o termo da partícula "2") que contém o termo de troca para um determinante de Slater.  
{\displaystyle {\hat {G}}_{1}=\sum _{i}^{N}{\hat {h}}(\mathbf {r} _{i})}
{\displaystyle {\hat {G}}_{2}={\frac {1}{2}}\sum _{i\neq j}^{N}{\frac {e^{2}}{r_{ij}}}}
As duas partes se comportarão de forma diferente quando tiverem que interagir com uma função de onda determinante de Slater. Começamos a calcular os valores esperados dos termos de uma partícula
{\displaystyle \langle \Psi _{0}|G_{1}|\Psi _{0}\rangle ={\frac {1}{N!}}\langle \det\{\psi _{1}...\psi _{N}\}|G_{1}|\det\{\psi _{1}...\psi _{N}\}\rangle }
Na expressão acima, podemos simplesmente selecionar a permutação idêntica no determinante da parte esquerda, já que todas as outras permutações N! − 1 dariam o mesmo resultado que a selecionada. Podemos, portanto, cancelar N! no denominador
{\displaystyle \langle \Psi _{0}|G_{1}|\Psi _{0}\rangle =\langle \psi _{1}...\psi _{N}|G_{1}|\det\{\psi _{1}...\psi _{N}\}\rangle }
Devido à ortonormalidade dos orbitais de spin, também é evidente que apenas a permutação idêntica sobrevive no determinante à direita do elemento da matriz acima.
{\displaystyle \langle \Psi _{0}|G_{1}|\Psi _{0}\rangle =\langle \psi _{1}...\psi _{N}|G_{1}|\psi _{1}...\psi _{N}\rangle }
Este resultado mostra que a antissimetrização do produto não tem efeito para os termos de uma partícula e se comporta como se comportaria no caso do produto simples de Hartree.  
E, finalmente, permanecemos com o traço sobre os hamiltonianos de uma partícula.
{\displaystyle \langle \Psi _{0}|G_{1}|\Psi _{0}\rangle =\sum _{i}\langle \psi _{i}|h|\psi _{i}\rangle }
O que nos diz que, na extensão dos termos de uma partícula, as funções de onda dos elétrons são independentes entre si e o valor esperado do sistema total é dado pela soma dos valores esperados das partículas individuais.  
Para os termos de duas partículas, em vez disso
{\displaystyle \langle \Psi _{0}|G_{2}|\Psi _{0}\rangle ={\frac {1}{N!}}\langle \det\{\psi _{1}...\psi _{N}\}|G_{2}|\det\{\psi _{1}...\psi _{N}\}\rangle =\langle \psi _{1}...\psi _{N}|G_{2}|\det\{\psi _{1}...\psi _{N}\}\rangle }
Se nos concentrarmos na ação de um termo de {\displaystyle G_{2}}, produziremos apenas os dois termos
{\displaystyle \langle \psi _{1}(r_{1},\sigma _{1})...\psi _{N}(r_{N},\sigma _{N})|{\frac {e^{2}}{r_{12}}}|\mathrm {det} \{\psi _{1}(r_{1},\sigma _{1})...\psi _{N}(r_{N},\sigma _{N})\}\rangle =\langle \psi _{1}\psi _{2}|{\frac {e^{2}}{r_{12}}}|\psi _{1}\psi _{2}\rangle -\langle \psi _{1}\psi _{2}|{\frac {e^{2}}{r_{12}}}|\psi _{2}\psi _{1}\rangle }
E finalmente
{\displaystyle \langle \Psi _{0}|G_{2}|\Psi _{0}\rangle ={\frac {1}{2}}\sum _{i\neq j}\left[\langle \psi _{i}\psi _{j}|{\frac {e^{2}}{r_{ij}}}|\psi _{i}\psi _{j}\rangle -\langle \psi _{i}\psi _{j}|{\frac {e^{2}}{r_{ij}}}|\psi _{j}\psi _{i}\rangle \right]}
que, em vez disso, é um termo de mistura. A primeira contribuição é chamada de termo "coulomb" ou integral "coulomb" e a segunda é o termo "de troca" ou integral de troca. Às vezes, diferentes faixas de índice são usadas na soma {\textstyle \sum _{ij}}, uma vez que as contribuições de Coulomb e de troca se cancelam exatamente para {\displaystyle i=j}.  
É importante notar explicitamente que o termo de troca, que é sempre positivo para orbitais de spin locais, está ausente no produto simples de Hartree. Portanto, a energia repulsiva elétron-elétron {\displaystyle \langle \Psi _{0}|G_{2}|\Psi _{0}\rangle } no produto antissimétrico de orbitais de spin é sempre menor do que a energia repulsiva elétron-elétron no produto simples de Hartree dos mesmos orbitais de spin. Como as integrais bieletrônicas de troca são diferentes de zero apenas para orbitais de spin com spins paralelos, associamos a diminuição da energia ao fato físico de que elétrons com spin paralelo são mantidos separados no espaço real em estados determinantes de Slater.  

## Generalização aN{\displaystyle N}partículas
Esta expressão pode ser generalizada sem grande dificuldade a qualquer número de fermiões. Para um sistema composto por {\displaystyle N} fermiões, define-se o determinante de Slater como
{\displaystyle \Psi ({\boldsymbol {x}}_{1},{\boldsymbol {x}}_{2},\ldots ,{\boldsymbol {x}}_{N})={\frac {1}{\sqrt {N!}}}\left|{\begin{matrix}\chi _{1}({\boldsymbol {x}}_{1})&\chi _{1}({\boldsymbol {x}}_{2})&\cdots &\chi _{1}({\boldsymbol {x}}_{N})\\\chi _{2}({\boldsymbol {x}}_{1})&\chi _{2}({\boldsymbol {x}}_{2})&\cdots &\chi _{2}({\boldsymbol {x}}_{N})\\\vdots &\vdots &&\vdots \\\chi _{N}({\boldsymbol {x}}_{1})&\chi _{N}({\boldsymbol {x}}_{2})&\cdots &\chi _{N}({\boldsymbol {x}}_{N})\end{matrix}}\right|.}
O uso do determinante como gerador da função de ondas garante a antissimetríca com respeito ao intercâmbio de partículas, assim como a impossibilidade de que duas partículas estejam no mesmo estado quântico, aspecto crucial ao se tratar com fermiões.
No método de Hartree-Fock, um único determinante de Slater usa-se como aproximação à função de ondas electrónica. Em métodos de cálculo mais precisos, tais como a interacção de configuração ou o MCSCF, utilizam-se sobreposições lineares de determinantes de Slater.